# Cloud Connected
Cloud Connected är en singel av Alternativ metal-bandet In Flames från albumet Reroute To Remain släppt 2002. Den har två musikspår, "Cloud Connected" samt ett bonusspår bestående av en liveversion av "Colony", och dessutom videon till "Cloud Connected".

## Låtlista
1. Cloud Connected
2. Colony (live)
3. Cloud Connected (mpeg video)

## Banduppsättning
- Anders Fridén - sång
- Daniel Svensson - trummor
- Peter Iwers - bas
- Jesper Strömblad - gitarr
- Björn Gelotte - gitarr